# Кейн, Келли
Келли Линн Кейн (англ. Kelley Lynn Cain; род. 16 мая 1989 года в Стоун-Маунтине, Джорджия, США) — американская профессиональная баскетболистка, выступавшая в женской национальной баскетбольной ассоциации. Была выбрана на драфте ВНБА 2012 года в первом раунде под общим 7-м номером клубом «Нью-Йорк Либерти». Играет на позиции центровой. В настоящее время выступает в чемпионате Польши за команду «Энерга Торунь».

## Ранние годы
Келли родилась 16 мая 1989 года в городке Стоун-Маунтин (штат Джорджия) в семье Харольда и Линды Уорд Кейн, у неё есть два брата-близнеца, Дуглас и Джеймс, а училась немного западнее в городе Атланта в католической средней школе имени святого Пия X, в которой выступала за местную баскетбольную команду.